# Churchill Falls (Labrador) Corporation Limited
La Churchill Falls (Labrador) Corporation Limited, aussi connue sous les acronymes CF(L)Co ou CFLCo, est une entreprise canadienne qui a construit et qui exploite la centrale de Churchill Falls. Ses deux actionnaires sont les sociétés de la Couronne Nalcor (65,8 %), propriété du gouvernement de Terre-Neuve-et-Labrador et Hydro-Québec (34,2%), propriété du gouvernement du Québec.

## Historique
La British Newfoundland Development Corporation (BRINCO), est formée en 1952, sous l'impulsion du financier Edmund Leopold de Rothschild, de la branche britannique de la famille Rothschild et de six partenaires, les papetières Bowaters et Anglo-Newfoundland, le manufacturier English Electric et les compagnies minières Rio Tinto, Anglo American et Frobisher, afin d'exploiter les ressources naturelles du Labrador. Au cours de ses premières années d'existence, la BRINCO investit des millions de dollars dans des rapports de prospection, dont des rapports sur les développements hydroélectriques possibles sur le territoire.
L'entreprise est constituée en 1958, sous la raison sociale Hamilton Falls Power Corporation Limited afin de développer le potentiel hydroélectriques du bassin du fleuve Hamilton BRINCO en est l'actionnaire majoritaire et elle s'associe à la Shawinigan Engineering, filiale de la compagnie électrique Shawinigan Water and Power Company du Québec, qui a acquis 20 % du capital de la filiale pour la somme de 2 250 000 dollars.
L'entreprise développe d'abord une petite centrale électrique sur la rivière Inconnue afin de pourvoir à la demande des compagnies minières Iron Ore du Canada et Wabush Mines Limited. La centrale de Twin Falls est construite en 1962.

### Accident d'avion
Le chantier de Churchill Falls a connu une tragédie, alors que plusieurs acteurs clés de la construction de la centrale de Churchill Falls meurent le 11 novembre 1969 dans un accident d'avion. L'avion, un DH-125 acquis récemment par l'entreprise, décolle vers 18 h de la piste du chantier en direction de Wabush et de Montréal. Une demi-heure après le décollage, l'opérateur de la tour de contrôle de l'aéroport de Wabush annonce au contrôle aérien de Moncton qu'il a perdu le contact avec un DH-125 en approche.  L'avion s'est abimé dans les montagnes à proximité de sa destination causant la mort de Donald J. McParland de son assistant, John Lethbridge, d'Eric Lambert, de trois employés d'Acres Canadian Bechtel et des deux membres d'équipage.